# فيليتا، باراغواي
فيليتا، باراغواي هي مديرية في باراغواي، تتبع الإدارة المركزية (باراغواي)، بلغ عدد سكانها 36٬228 نسمة، تبلغ مساحتها 868 كيلومتر مربع، رمزها البريدي هو 2680.